# Lindgrenbock
Lindgrenbock (Exocentrus lusitanus) är en skalbaggsart som först beskrevs av Carl von Linné 1767.  Lindgrenbock ingår i släktet Exocentrus och familjen långhorningar.
Artens utbredningsområde är:
- Frankrike.
- Kazakstan.
- Ukraina.

Enligt den finländska rödlistan är arten nära hotad i Finland. Arten är reproducerande i Sverige. Artens livsmiljö är naturlundskogar. Inga underarter finns listade i Catalogue of Life.